# Sentier équestre

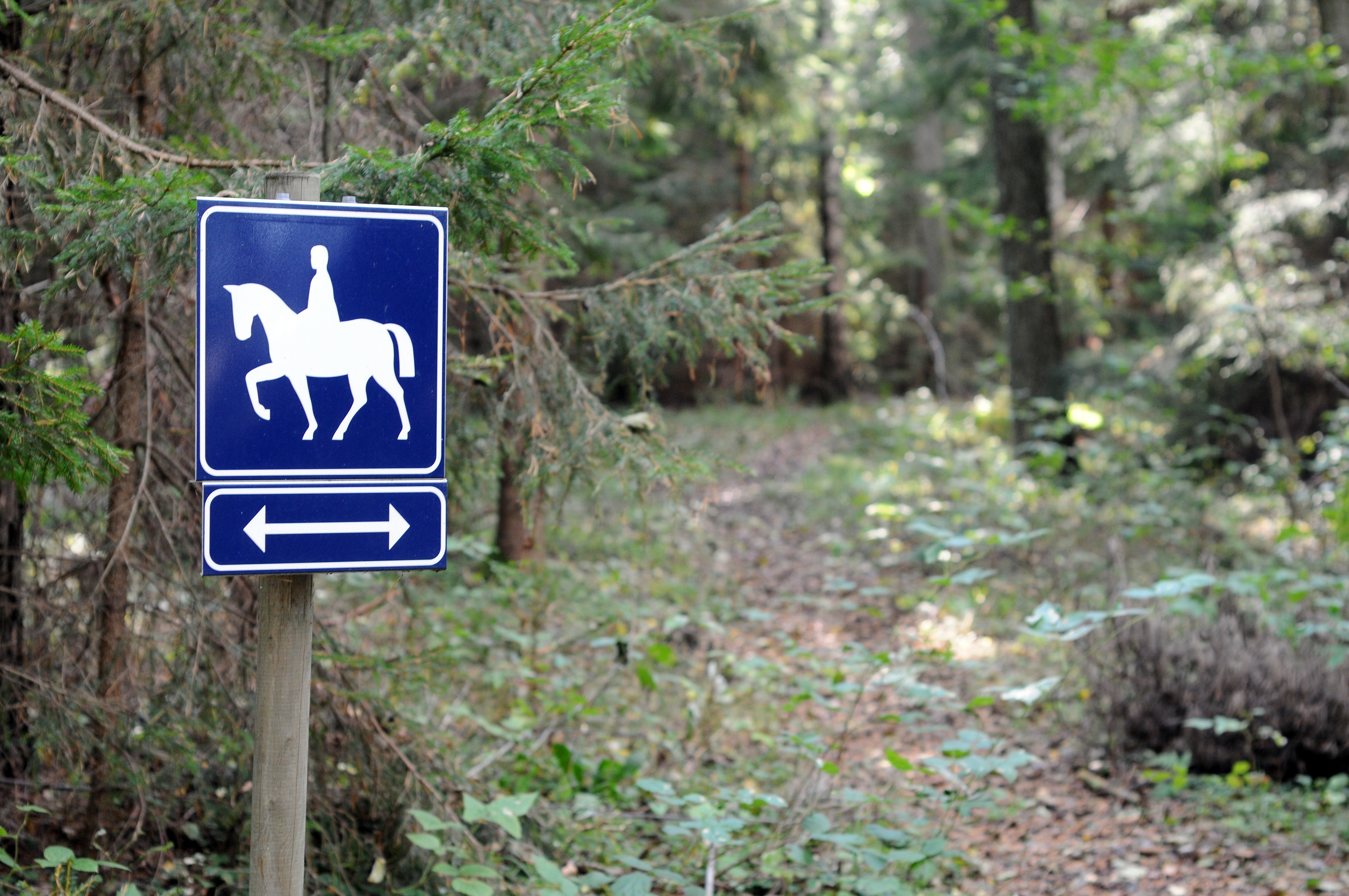
Sentier équestre en Suède.

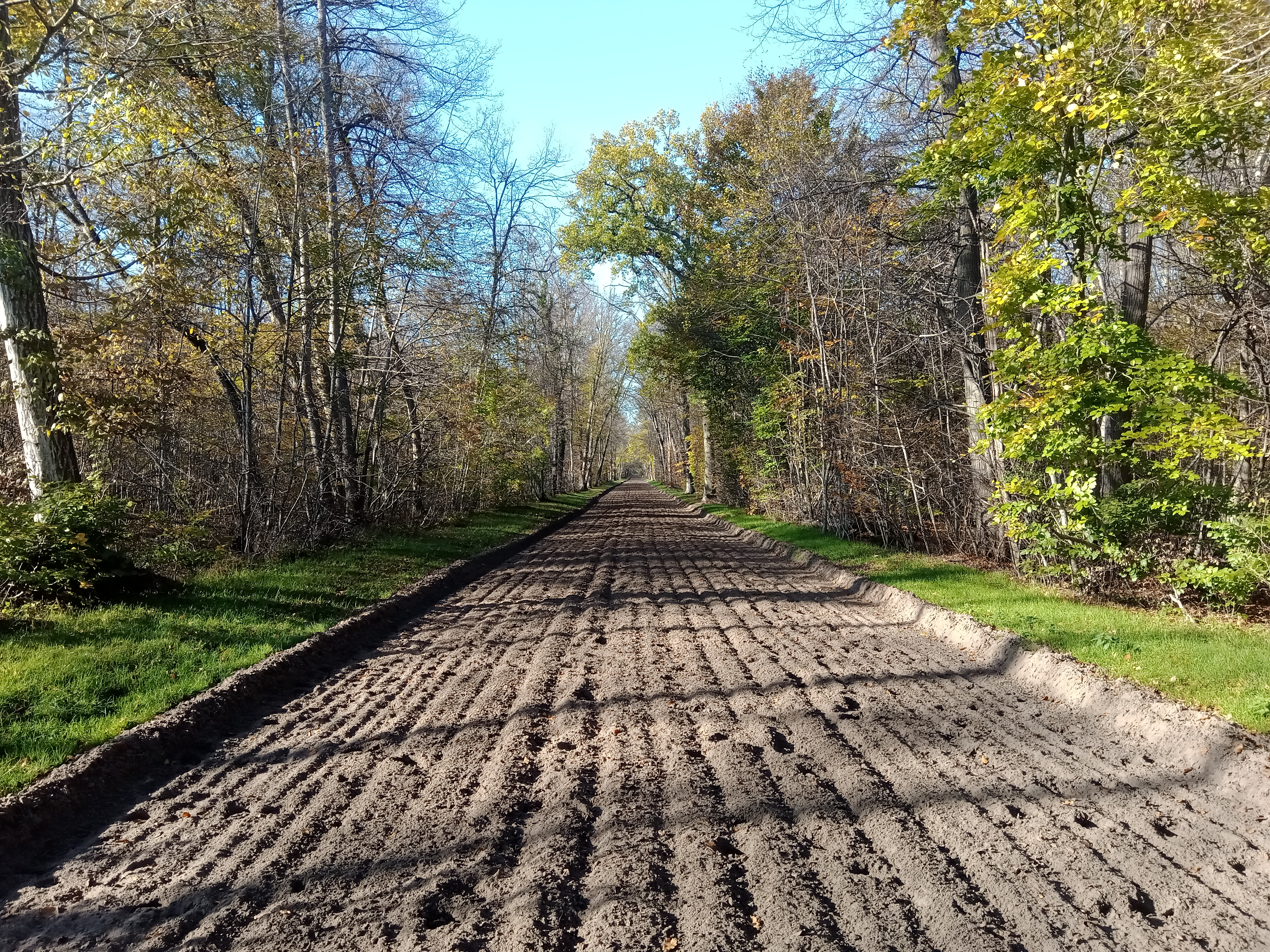
Allée équestre dans la forêt de Chantilly aménagée pour le galop.

Un sentier équestre est un sentier qui a été identifié et aménagé comme correspondant aux caractéristiques de la randonnée équestre.